# 김석기 (1954년)
김석기(金碩基, 1954년 8월 6일~)는 대한민국의 경찰관, 정치인이다. 제20·21·22대 국회의원이다.

## 학력
- 1967년 계림국민학교 졸업
- 1970년 경주중학교 졸업
- 1973년 대륜고등학교 졸업
- 1978년 영남대학교 행정학사
- 1986년 국방대학교 행정학사 31기
- 1994년 일본 게이사쓰 대학교 경찰행정본과대학원 경찰행정학과 행정학 석사 76기
- 2008년 동국대학교 대학원 행정학 석사

### 비학위 수료
- 2009년~2010년 미국 보스턴대학교 객원연구원

### 명예 박사 학위
- 2010년 용인대학교 명예 정치학 박사

## 경력
- 1979년: 경찰간부후보생 제27기, 경위임관(수석졸업. 박정희대통령상수상)
- 1992년~1994년: 일본경찰대학교본과 76기졸업
- 1994년~1997년: 주오사카 대한민국 총영사관 영사
- 1997년~1998년: 인천광역시 연수경찰서장
- 1998년~1999년: 서울지방경찰청 외사과장
- 1998년~1999년: 서울수서경찰서장
- 2000년~2003년: 주일본 대한민국 대사관 외사협력관
- 2003년~2004년: 서울지방경찰청 경무부장
- 2004년: 경찰청 경무기획국장
- 2004년~2006년: 경북지방경찰청장
- 2006년: 대구지방경찰청장
- 2006년~2008년: 경찰종합학교장
- 2008년: 경찰청 차장
- 2008년~2009년: 서울지방경찰청장
- 2009년: 한국자유총연맹 부총재
- 2011년: 주오사카 대한민국 총영사관 총영사
- 2012년: 영남대학교 행정대학원 객원교수
- 2013년~2015년: 한국공항공사 사장
- 2013년: 국제공항협의회(ACI) 아시아태평양지역이사회 이사
- 2014년 12월~2020년 11월: 한국항공보안학회(KAFAS) 회장
- 2016년 4월 13일: 대한민국 제20대 국회의원 선거 당선(경북 경주시, 새누리당, 초선)
- 2016년 5월~2017년 2월: 새누리당 경상북도당 경주시 당원협의회 위원장
- 2017년 2월~2018년 2월: 자유한국당 경상북도당 경주시 당원협의회 위원장
- 자유한국당 경상북도당 수석부위원장
- 2017년 3월~2017년 7월: 자유한국당 중앙연수원장
- 자유한국당 경북상도당 윤리위원장
- 2017년 7월~2019년 3월: 자유한국당 재외동포위원장
- 2017년 10월 : 자유한국당 정치보복대책특별위원회 위원
- 2017년 12월~2018년 12월: 자유한국당 정책위원회 부의장
- 2018년 3월~2018년 8월: 자유한국당 경상북도당 위원장
- 2018년 5월~2018년 6월: 제7회 전국동시지방선거 자유한국당 이철우 경상북도지사 후보 선거대책위원회 공동선대위원장
- 2018년 7월~2019년 3월: 자유한국당 전략기획부총장
- 2018년 10월~2019년 1월: 자유한국당 조직강화특별위원회 위원
- 2018년 12월~2019년 2월: 자유한국당 당헌당규개정위원회 위원
- 2018년 12월~2020년 2월: 자유한국당 경상북도당 경주시 당원협의회 위원장
- 2019년 1월~2019년 2월: 자유한국당 2.27 전대 선관위 부위원장
- 2019년 3월~2020년 2월: 자유한국당 지자치위원장
- 2019년 7월: 자유한국당 日수출규제 대책 특별위원회 위원
- 2017년 7월: 자유한국당 재외동포위원장
- 2019년 12월: 자유한국당 인재영입위원회 위원
- 2020년 2월~2020년 7월: 미래통합당 지방자치위원장
- 2020년 2월~2020년 9월: 미래통합당 경상북도당 경주시 당원협의회 위원장
- 2020년 4월 15일: 대한민국 제21대 국회의원 선거 당선(경북 경주시, 미래통합당, 재선)
- 2020년 7월~2020년 9월: 미래통합당 故 최숙현 선수 사건 진상규명 및 체육인 인권보호 태스크포스 위원
- 2020년 7월~2020년 9월: 미래통합당 재외동포위원장
- 2020년 7월 : 미래통합당 이인영 통일부장관 후보자 청문자문단 자문위원
- 2020년 9월~: 국민의힘 경상북도당 경주시 당원협의회 위원장
- 2020년 9월 : 국민의힘 故 최숙현 선수 사건 진상규명 및 체육인 인권보호 태스크포스 위원
- 2020년 9월~2024년 12월: 국민의힘 재외동포위원장
- 2020년 9월~2021년 6월: 국민의힘 정책조정위원회 제4정조위원장(외통·국방·정보 분야)
- 2020년 9월 : 국민의힘 호남 동행 국회의원 발대식 명예의원(전라북도 남원시)
- 2020년 9월: 국민의힘 북한의 우리 국민 사살·화형 만행 진상조사 태스크포스 위원
- 2020년 12월~2021년 3월: 2021년 재보궐선거 국민의힘 공약개발단 공통공약 개발단 안심안전팀 위원장
- 2021년 6월~2021년 11월: 국민의힘 조직부총장
- 2021년 8월~2021년 11월: 제20대 대통령 선거 국민의힘 대통령 후보경선 선거관리위원회 위원
- 2021년 12월~2022년 1월: 제20대 대통령 선거 국민의힘 윤석열 대통령 후보 선거대책위원회 중앙선거대책위원회 산하 위원회 글로벌비전위원회 부위원장 겸 조직총괄본부 재외국민본부장
- 2021년 12월~2022년 1월: 제20대 대통령 선거 국민의힘 경북을 살리는 선거대책위원회 선거대책위원장단 공동선거대책위원장
- 2022년 4월~2022년 5월: 한일 정책협의 대표단 부단장
- 2022년 6월~2022년 7월: 국민의힘 해수부 공무원 피격사건 진상조사 TF 위원
- 2022년 8월~2023년 3월: 국민의힘 사무총장
- 2022년 10월~2022년 12월: 국민의힘 조직강화특별위원회 위원장
- 2022년 12월~2023년 3월: 국민의힘 당대표 및 최고위원 선출을 위한 중앙당 선거관리위원회 부위원장 겸 위원
- 2023년 2월~2023년 4월: 2023년 상반기 재보궐선거 국민의힘 공천관리위원회 위원장
- 2023년 10월~2024년 4월: 국민의힘 정책위원회 정책조정위원회 제4정조위원장(외통·국방·정보위 분야)
- 2023년 12월~2023년 12월: 국민의힘 수석최고위원
- 2024년 3월~2024년 4월 제22대 국회의원 선거 국민의힘 중앙선거대책위원회 총괄선거대책본부 재외선거지원본부장
- 2024년 4월 10일: 대한민국 제22대 국회의원 선거 당선(경북 경주시, 국민의힘, 3선)
- 2024년 8월~2025년 6월: 국민의힘 정책위원회 산하 원전산업지원특별위원회 위원
- 노인의료나눔재단 고문
- 2024년 9월~: 국민의힘 호남동행 국회의원 발대식 명예의원(전북특별자치도 남원시)
- 2025년 5월~2025년 6월: 제21대 대통령 선거 국민의힘 김문수 대통령 후보 경북 선거대책위원회 상임고문
- 2025년 5월~2025년 6월: 제21대 대통령 선거 국민의힘 김문수 대통령 후보 재외동포위원장

### 의정 활동
- 2016년 5월 30일~2020년 5월 29일: 제20대 국회의원(경북 경주시, 새누리당→자유한국당→미래통합당, 초선)
  - 2016년 6월~2018년 5월: 제20대 국회 전반기 교육문화체육관광위원회 위원
  - 2018년 7월~2020년 5월: 제20대 국회 후반기 국토교통위원회 위원
  - 2017년 12월~2018년 5월: 제20대 국회 재난안전대책특별위원회 위원
  - 2018년 10월~2019년 6월: 제20대 국회 에너지특별위원회 위원
  - 2019년 7월~2020년 5월: 제20대 국회 후반기 예산결산특별위원회 위원
- 2020년 5월 30일~2024년 5월 29일: 제21대 국회의원(경북 경주시, 미래통합당→국민의힘, 재선)
  - 2020년 7월~2022년 5월: 제21대 국회 전반기 외교통일위원회 간사
  - 2020년 7월~2024년 5월: 대한민국 미래혁신포럼 구성의원
  - 2020년 7월~2024년 5월: 국가에너지정책 포럼 연구책임의원
  - 2020년 7월~2024년 5월: 국회세계한인경제포럼 구성의원
  - 2020년 9월~2022년 5월: 제21대 국회 전반기 외교통일위원회 예산·결산·기금심사 소위원회 위원장
  - 2020년 10월~2024년 5월: 한일의원연맹 부회장 겸 간사장
  - 2022년 7월~2022년 10월: 제21대 국회 후반기 외교통일위원회 간사
    - 제21대 국회 후반기 외교통일위원회 예산·결산·기금심사소위원회 위원

  - 2022년 10월~2023년 3월: 제21대 국회 후반기 외교통일위원회 위원
  - 2023년 3월~2023년 11월: 제21대 국회 후반기 외교통일위원회 간사
  - 2023년 11월~2024년 5월: 제21대 국회 후반기 외교통일위원회 위원
- 2024년 5월 30일~: 제22대 국회의원(경북 경주시, 국민의힘, 3선)
  - 2024년 6월~2024년 7월 제22대 국회 전반기 예산결산특별위원회 위원
  - 2024년 6월~ 제22대 국회 전반기 외교통일위원회 위원장
  - 국회세계한인경제포럼 구성의원

## 훈포상
- 1999년 제 54주년 경찰의 날 근정포장
- 2004년 홍조근정 훈장

## 비판 및 행적

### 용산 참사 관련
2009년 1월 20일 용산 4구역 재개발의 보상대책에 반발해 온 철거민과 전국철거민연합회 회원 등 30여 명이 적정 보상비를 요구하며 경찰과 대치하였다. 전철연은 주변건물에 화염병을 던져 화재를 발생시켰고 특히 대로와 버스에까지 화염병과 벽돌을 던지며 무고한 시민을 위협하였다. 이에 경찰은 시위자들이 무고한 시민의 생명을 위협하고 있음을 지적하며 불법 행위를 중단할 것을 계속해서 경고한다. 시위자들은 진압을 위해 투입된 경찰특공대에 시너를 뿌리고 화염병을 던지는 등 저항하다가 화재를 발생시켰으며, 경찰특공대원 1명을 포함하여 6명이 사망하고 24명이 부상당하였다.
그러나 수사발표와는 다른 주장과 증언도 많다. 증인으로 나온 경찰특공대원은 “진압 당시 화염병 던지는 것은 본 적이 없으며, 유리병 깨지는 소리가 들린 뒤 불이 올라 화염병으로 생각했을 뿐”이라고 답했다. 다른 경찰특공대원은 “물이 많이 쏟아지고 갑자기 사람이 몰리면서 망루 3층 바닥이 꺼지고 시너통이 넘어졌다”고 증언했다.
그리고 안전 대책이 미비했음이 비판의 대상이 되고 있다. 애초 진압 계획에는 유류 화재 진압을 위한 화학 소방차가 필요하다고 되어 있었는데, 용산경찰서에서는 이를 제외하였다. 경찰은 대량의 인화 물질이 있는 것을 알고 있었고 1차 진입 당시에도 화재가 발생했다. 이것으로 대형 화재의 위험성이 예견되었는데, 안전 조치 없이 2차 진입을 강행하여 대형 참사로 이어졌다는 견해가 있다.
검찰은 용역 업체 직원 7명을 기소하였고, 1심 재판부는 공소사실을 모두 유죄로 인정해 용산철거대책위원회 위원장 등 7명에게 징역 5~6년을 선고했으며, 2심에서는 사회적 약자이고 화염병 투척이 우발적이었다는 이유로 형량을 1년씩 감경했다. 대법원 2부(주심 양승태 대법관)는 징역 4~5년을 선고한 원심을 확정했다. 일각에서는 경찰이 사전 경고 없이 진압을 하였고, 사회적 약자를 배려하지 않고 25시간 만에 진압을 한 점을 비판을 하고 있다. 검찰과 대법원에서 경찰의 법 집행은 정당하다는 판결을 내렸으나, 김석기 당시 서울경찰청장은 시위자와 경찰관 목숨을 잃은데 대해 도의적인 책임을 지고 2009년 사퇴했다.

### 총선을 위한 임명직 조기사퇴관련
이후 일본 오사카 주재 총영사를 지내었으나 임기 3년의 총영사직을 수락하고도 8개월만에 19대 총선 출마를 위해 사퇴하고 귀국하여 비판의 대상이 되고 있으며 이후 한국공항공사 사장에 취임하였으나 이 역시 임기를 다 채우지 않고 20대 총선 출마를 위하여 사퇴하였다.

## 역대 선거 결과
|  | 28.87% |

|  | 44.97% |

|  | 52.67% |

|  | 65.77% |

## 소속 정당
| 소속 정당 | 소속 정당  | 소속 기간 | 비고      |
| --------- | ---------- | --------- | --------- |
|           | 새누리당   | 2012      | 정계 입문 |
|           | 무소속     | 2012~2015 | 턀당      |
|           | 새누리당   | 2015~2017 | 복당      |
|           | 자유한국당 | 2017~2020 | 당명 변경 |
|           | 미래통합당 | 2020      | 합당      |
|           | 국민의힘   | 2020~현재 | 당명 변경 |

## 같이 보기
- 강희락
- 경주시 (2000년 선거구)
- 경주시의 국회의원
- 어청수
- 용산 철거 현장 화재 사고

## 참고 문헌
- 인터넷 대한뉴스 2007. 5. 2.
- 국민일보 2008. 7. 29.
- 시사IN 2009. 2. 5.